# Turistická značka

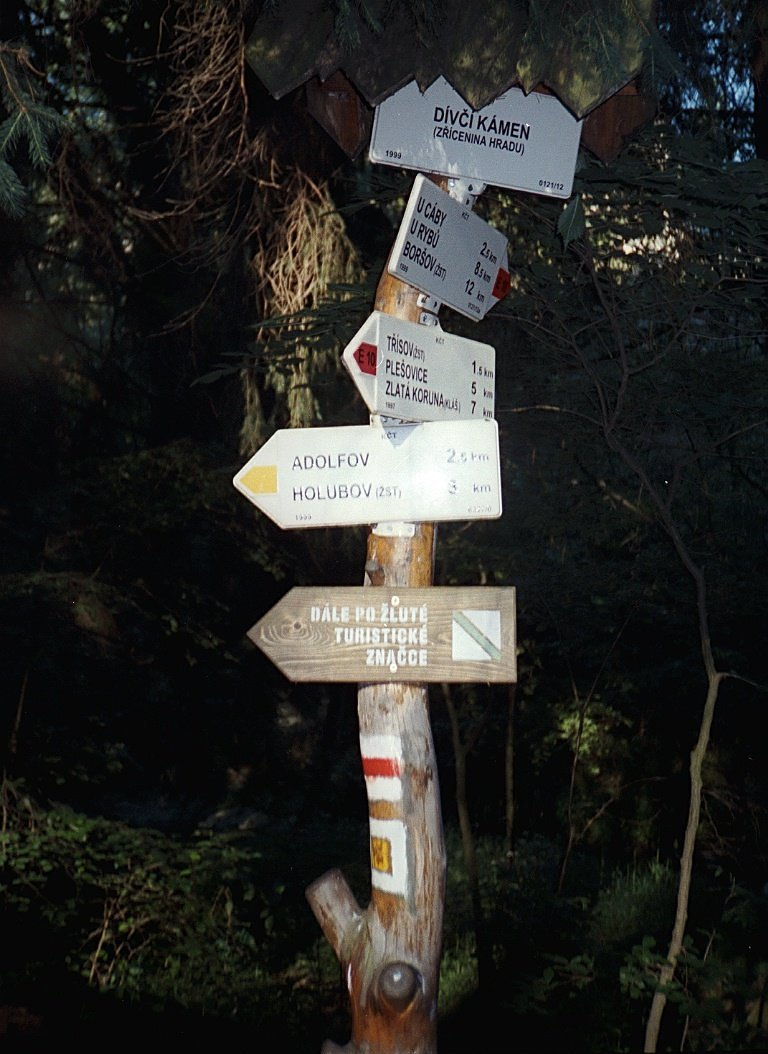
Rozcestník značek pod zříceninou Dívčí kámen

Turistická značka je symbol nebo tabulka, jejímž účelem je poskytnout turistům informaci o směru cesty, případně též o vzdálenostech, podmínkách průchodnosti, popisech míst atd. Turistické značení je soustava turistických značek.
Podle účelu se turistické značky a značení dělí na:
- Turistické značky pro pěší turistiku
- Turistické značky pro cykloturistiku (viz též cyklotrasa)
- Turistické značky pro lyžaře
- Městské informační systémy

Turistická značka se někdy též říká mapovým značkám v turistických mapách.

## Československo a Česko

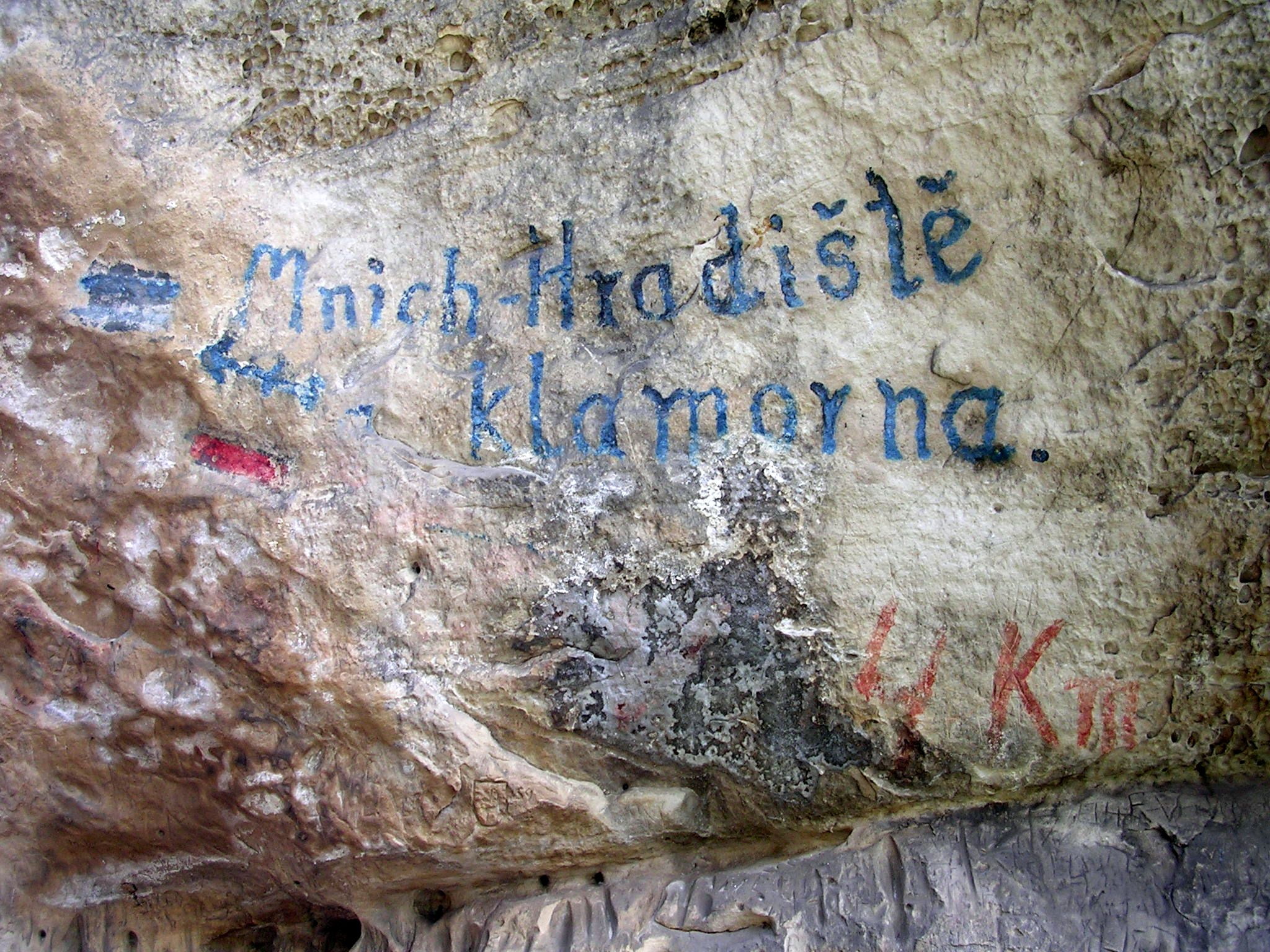
Historické značení u Drábských světniček

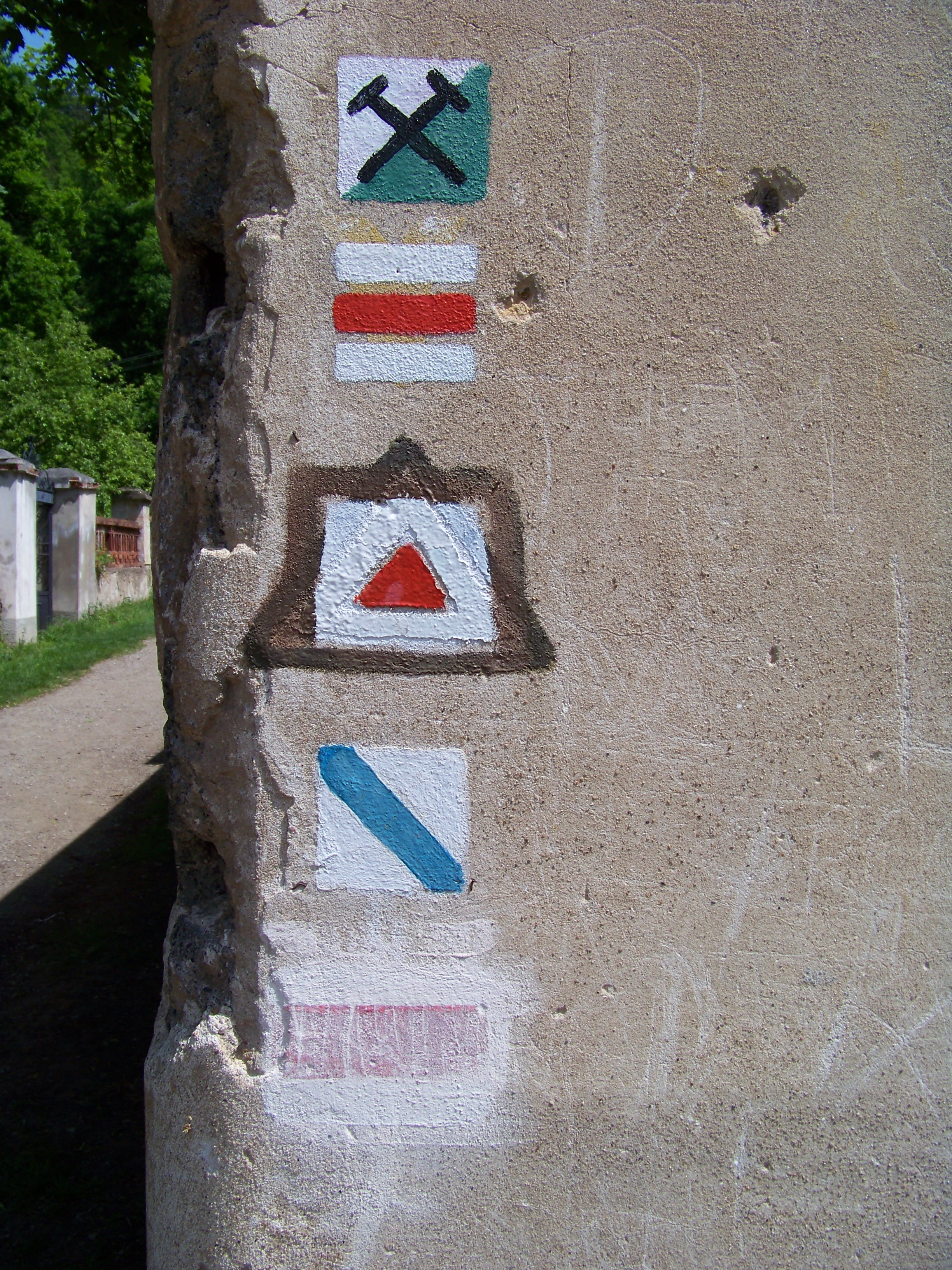
Různé typy starých a nových značek ve Svatém Janu pod Skalou

Území Česka a Slovenska má jednu z nejdokonalejších a nejhustších sítí turistického značení pro pěší turistiku. První turistickou stezku na území tehdejšího Uherska vyznačil Sitnianský klub roku 1874 v okolí Hodruši ve Štiavnických vrších. První české trasy byly vyznačeny Pohorskou jednotou Radhošť kolem roku 1884 a Klubem českých turistů (KČT) roku 1889. V roce 1912 byla dokončena první dálková trasa přes Brdy na Šumavu. Až do roku 1938 následoval rychlý rozvoj. Období druhé světové války a období let 1950–1954 však znamenalo pro systém značení krizi – nebyla prováděna obnova značení a systém byl silně narušen. Od roku 1954 získal monopol na značení ČSTV, postupně byla síť značených cest obnovena a rozšiřována a systém doplněn ještě směrovkami a nástěnnými mapami. V roce 1990 přešla značkařská činnost v Česku na obnovený Klub českých turistů. Od roku 1997 je prováděno obdobné značení i pro lyžaře a cyklisty. Finanční náklady na značení cest jsou od r. 1997 hrazeny z rozpočtu odboru Cestovního ruchu Ministerstva pro místní rozvoj ČR. Značení provádějí již od počátků bezplatně dobrovolníci – značkaři. Některé naučné stezky zřizují a udržují orgány a organizace ochrany přírody. Cyklistické (cykloturistické) značení v oblasti Krkonoš zřídila a údržbu značení pěších tras převzala správa Krkonošského národního parku (KRNAP).
Klub českých turistů používá takzvané pásové značení čtyř barev – červené, modré, zelené a žluté, namalované zpravidla na stromech, sloupech a jiných objektech. Značka je tvořena vodorovným barevným pásem, nad nímž i pod nímž je bílý pás. Pro odbočení se tento základní tvar doplní šipkou jednotného provedení. Vede-li více značených tras společně, jsou značeny sloučenou značkou v přesně určeném pořadí barev. K významným místům v blízkosti hlavní značené trasy se vyznačují odbočky významovým tvarovým značením (existují jich 4 typy) stejné barvy, jakou je značena hlavní trasa. Na významných místech a rozcestích se umisťují směrovníky (rozcestníky) s místními a směrovými tabulkami jednotného provedení, zpravidla plechovými. Pro místní trasy a okruhy existuje speciální místní značení (úhlopříčně rozdělené čtverce, v nichž jeden trojúhelník je bílý a druhý má jednu ze čtyř barev) a lázeňské značení, které kombinuje dvě významové barvy, které souvisejí s délkou a převýšením okruhu. Pro lyžaře (běžkaře) se užívá obdobné pásové značení stejných rozměrů jako pro pěší, avšak místo bílé barvy je k olemování barevného pásu použito oranžových pásů a vnitřní pás může být červený, modrý, zelený nebo bílý. Pro cyklisty se používá jednak pásové značení se zvětšenými značkami a žlutými krajními pásy, nebo speciální silniční směrové značky žlutooranžové barvy. Zvláštním typem turistického značení jsou naučné stezky, které vyznačují samostatně nebo ve spolupráci s KČT organizace ochránců přírody či obce, města i jiné organizace. Podle metodiky KČT bývá naučná stezka značena bílým čtvercem se šikmým zeleným pruhem. Naučné stezky zřizované jinými subjekty však jsou mnohdy značeny jinými způsoby. Naučné stezky jsou vybaveny i stojany s informacemi o přírodních zajímavostech v okolí. Značené cesty jsou vyznačovány v turistických mapách, někdy i v jiných typech map. Jsou chráněny přestupkovým zákonem.
Podrobnější informace o pásovém značení a používaných barvách naleznete v článku Turistické značení v Česku a na Slovensku.

## Pásové značení podle českých standardů v zahraničí

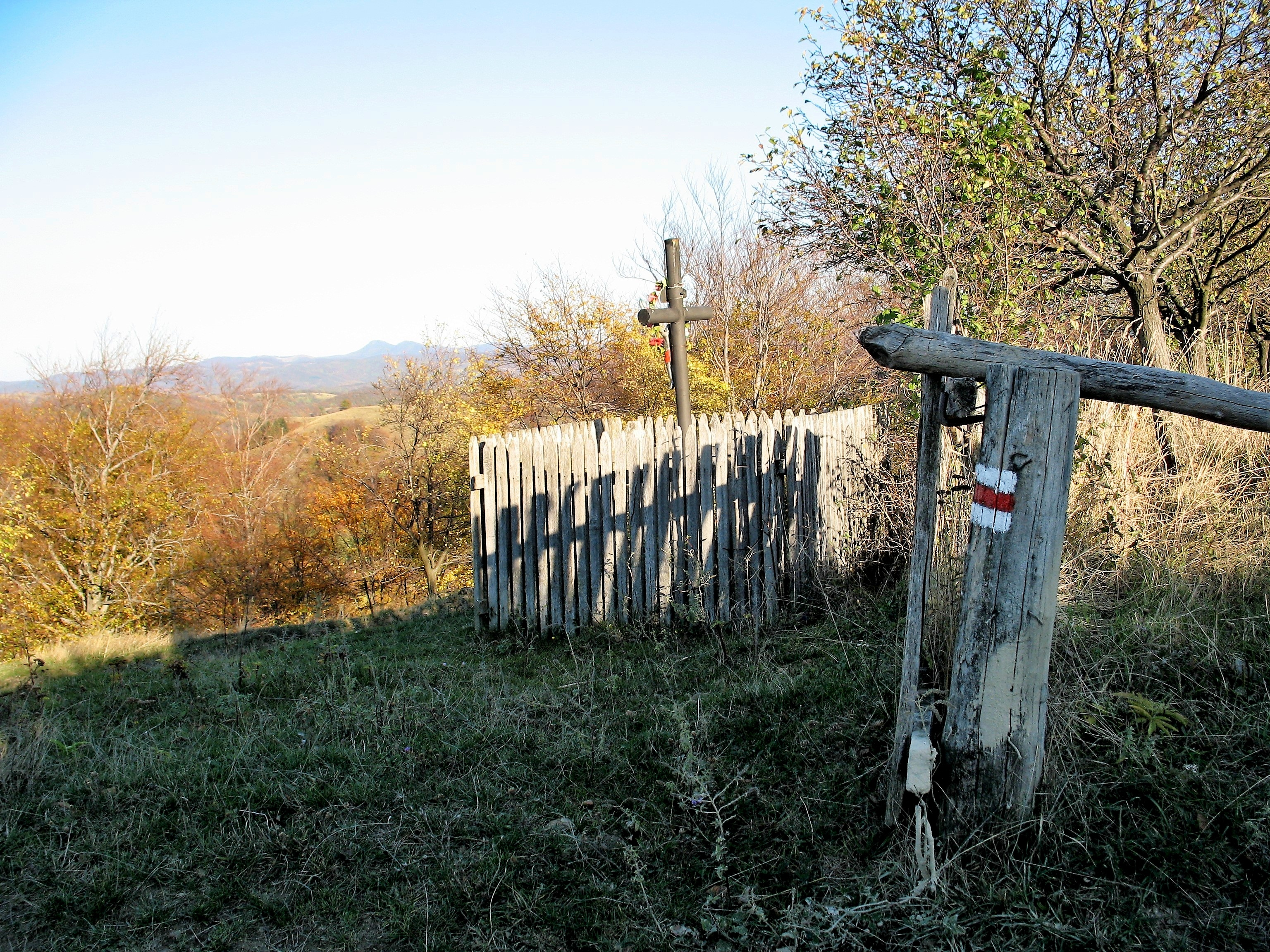
Česká turistická značka na okraji Rovenska při cestě do Gerniku v rumunském Banátu

Češi vyznačili trasy podle českých standardů také například na některých místech v Rumunsku, konkrétně v oblasti českých vesnic v rumunském Banátu, dále na Ukrajině (na Podkarpatské Rusi) a v roce 2016 též 60 km u městečka Bataypora v Brazílii, kde zároveň vyškolili místní značkaře.
V rámci projektu „Albánská výzva“ bylo v horských oblastech na severozápadě Albánie vyznačeno podle českého vzoru více než 100 km turistických cest. Na některé z těchto stezek přispěla přímo Česká republika prostřednictvím svého zastupitelského úřadu v Tiraně - stejně, jako pak v roce 2014 na rekonstrukci tří turistických cest v Národním parku Dajti na okraji albánské metropole.
V letech 2016 a 2017 vyznačili studenti brněnské Mendelovy univerzity dvacet kilometrů turistických tras v oblasti kolem filipínské sopky Kanlaon na ostrově Negros.
Velvyslanectví České republiky v Mongolsku v roce 2023 iniciovalo spolupráci s Klubem českých turistů, který v červnu 2023 v Brně podepsal memorandum o spolupráci s Mongolian Walking Association (MWA). Podle něj poskytuje KČT školení mongolským značkařům s opětovným zapojením studentů Mendelovy univerzity.

## Slovensko
Po rozdělení Československa v roce 1993 pokračoval v péči o turistické značení Klub slovenských turistov – Klub značkárov Slovenska. Způsob značení je shodný jako v Česku. Liší se pouze tím, že vzdálenosti jsou uváděny v časových údajích s přesností na čtvrt hodiny, nikoliv v kilometrech. Tato odlišnost však trvala i po celou dobu Československa.
Územím Slovenska procházejí evropské dálkové trasy E3 (ze Španělska do Rumunska) a E8 (z Nizozemska do Bulharska) a mezinárodní trasa I 23 (z Polska do Rakouska).

## Polsko
V Polsku se používá obdobné značení jako v Česku, navíc existuje ještě černá značka:
- červená
- modrá
- zelená
- žlutá
- černá

Barvy nemají žádnou souvislost s obtížností trasy. Kromě toho se lze setkat s bílým vykřičníkem nad značkou, který má upozorňovat na náhlou změnu směru. První polskou trasu vytyčil pomocí směrových ukazatelů Leopold Wajgel v roce 1880 v Haliči (trasa Krasny Łuh – Hoverla, nyní Ukrajina). V roce 1887 byla vyznačena první značka na území samotného Polska. Značky se zpočátku malovaly rumělkou (HgS) v podobě červeného vodorovného proužku, později se začal přidávat kvůli lepší viditelnosti bílý proužek, což se však rozšířilo až po roce 1914. Podrobné instrukce, jak označovat turistické trasy, navrhl v roce 1924 Feliks Rapf. V tomto návrhu už byly značky v dnešní podobě – dva bílé pruhy s barevným uprostřed (na výběr pět barev). Základní značka má rozměry 9×15 cm. Na tabulkách se v horách uvádějí vzdálenosti časovým údajem, kdežto v nížinách v kilometrech.
V letech 1925–1927 probíhala tzv. štětcová válka (wojna na pędzle) mezi německou organizací Beskidenverein (založena v roce 1893 v Těšíně) a Polskou tatranskou společností (Polskie Towarzystwo Tatrzańskie), kdy polská společnost nechtěla nechat v Západních Beskydech monopol na značení německému sdružení a začala značit vlastní trasy. Obě uskupení si značení vzájemně přemalovávala, proto štětcová válka.
V roce 2003 bylo v Polsku vyznačeno 58 292 km turistických stezek, z toho 9211 km představovaly cyklotrasy a 785 km trasy pro lyžaře.
Na webu turistického vlastivědného spolku PTTK je možno si prohlédnout plánky značených cest a k nim komentáře o turistických zajímavostech.
PTTK také zřizuje lyžařské a cyklistické značení, které je tvořeno nejen značkami a směrovými tabulkami, ale i systémem dalších značek obdobných dopravním. PTTK také značí turistické trasy pro jezdce na koních.

## Ukrajina
Ve 30. letech 20. století, kdy Zakarpatská Ukrajina byla součástí ČSR, vyznačil Klub českých turistů několik tras i zde. Značení nebylo po 2. světové válce udržováno a prakticky zaniklo, v současnosti[kdy?] jsou v terénu pozorovatelné již jen zbytky na starších stromech (např. v okolí Koločavy).[zdroj⁠?!]
V cestopisech českých turistů jsou zmínky o turistickém značení na Zakarpatské Ukrajině. Turistická značka vede z ukrajinské strany na trojmezní horu Kremenec. V roce 2005 údajně pohraničníci vstupu na značenou cestu bránili a požadovali povolení, na které se čeká tři měsíce. V oblasti rezervace Velkého kaňonu, který ústí k místní hlavní silnici nedaleko obce Sokolinoje, jsou vyznačeny tři „ekologičeskije tropy“. Přístup je povolen jen v doprovodu instruktora a se souhlasem záchranné služby, avšak dodržování tohoto nařízení není v praxi požadováno (2003).
Od roku 2007 jsou značeny turistické cesty v Zakarpatské oblasti podle českých zvyklostí, a to zejména v okolí Usť-Čorné a Koločavy. Toto značení je financováno prostředky vlády ČR, v roce 2010 a 2011 z prostředků Česko-polského fóra. Koordinátorem značení je Hnutí Duha Jeseníky, dříve jím byl Člověk v tísni. Délka takto značených pěších tras dosáhla 700 kilometrů na podzim 2011.
V rámci lokálních projektů financuje v roce 2011 ministerstvo zahraničních věcí značení turistických tras v Bachčisarajském rajónu Autonomní republiky Krym. V říjnu 2011 bylo vyznačeno 200 kilometrů tras.

## Maďarsko
V 70. letech dvacátého století bylo základním značkařským systémem tvarové značení. Tvarové značky (kroužky, čtverečky, trojúhelníčky apod.) jsou orámovány bílou barvou, pásové značení je podobné jako v Česku. Používají se barvy červená, modrá, zelená a žlutá.

## Rumunsko
V pohořích Východních, Jižních a Západních Karpat se používá tvarové i pásové značení. Je většinou velmi nesystematické a zanedbané, na mnoha místech jsou značené cesty již zcela neprůchodné a zarostlé takřka pralesní vegetací. Některé „turistické značené cesty“ jsou vedeny místy, kde cesta je neznatelná a zdá se, že i značkař se prodíral hustým lesem pokaždé jinudy. Některé značené cesty uvedené v mapách nejsou v terénu téměř k nalezení. Kvalitnější mapy rumunských turistických oblastí jsou vydávány převážně v Maďarsku.
Tvarové značky většinou tvoří jednoduchý barevný tvar, například červené kolečko nebo modrý trojúhelník, s bílým olemováním. Pásové značky mívají zpravidla barevný pruh svislý.
V atraktivní oblasti pohoří Ceahlau ve Východních Karpatech jsou značky malovány podle českých standardů, údajně je v rámci mezinárodní výpomoci vyznačili čeští značkaři KČT.

## Bulharsko
V cestopisech českých turistů se lze dočíst, že se v Bulharsku vyskytují červené, modré, zelené i žluté barvy. Značení je mnohde velmi nízké kvality a zanedbané, není výjimkou, že během cesty mění barvu. Pravděpodobně jde o pásové značení podobné českému. Směrové tabulky jsou plechové, mají tvar ozdobné šipky a málokdy zobrazují vzdálenost k cíli.

## Chorvatsko, Černá Hora

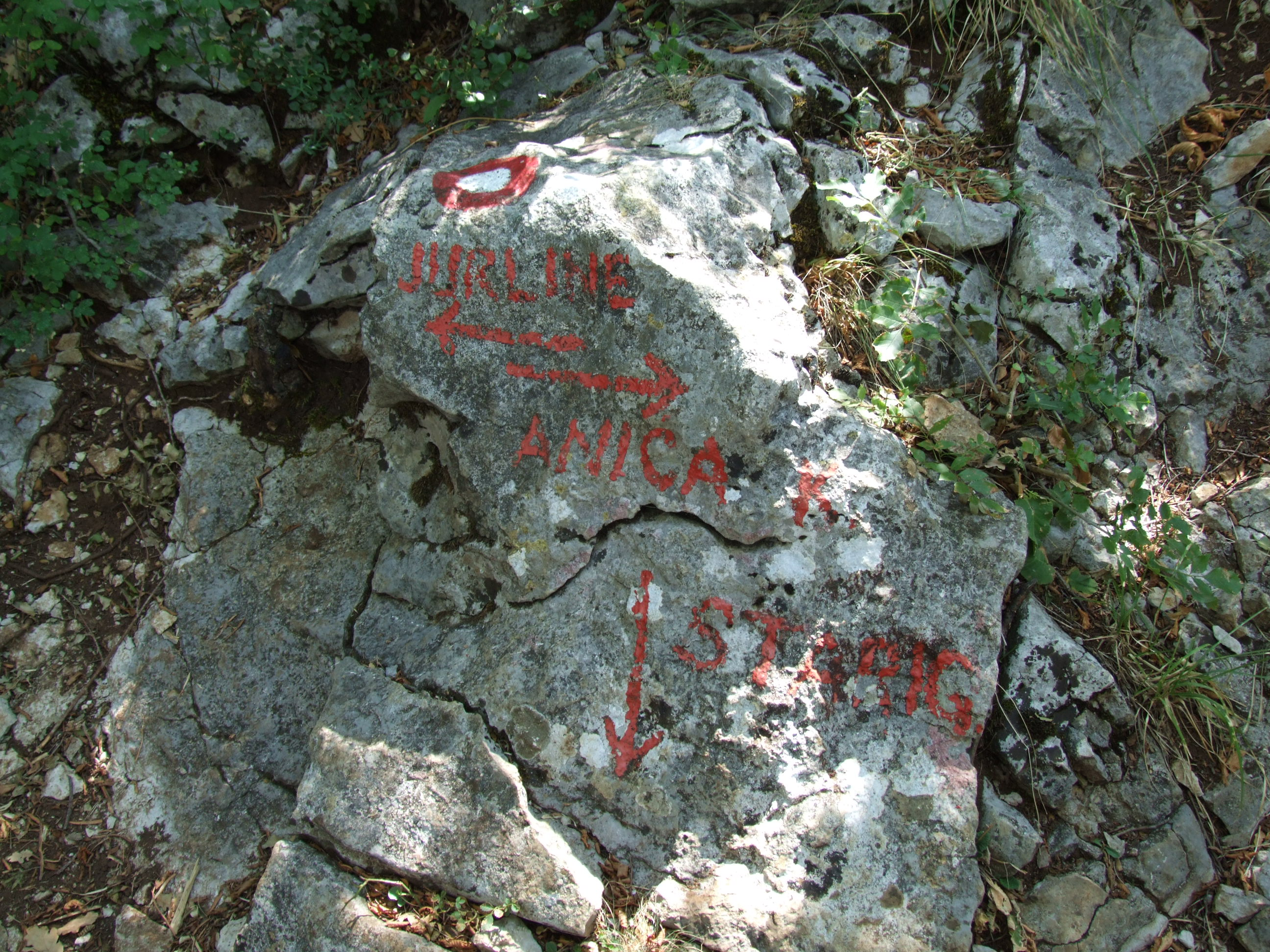
Chorvatská turistická značka (Velká Paklenica)

V cestopisech jsou zmínky o turistickém značení v některých zemích bývalé Jugoslávie. V současné době[kdy?] čeští značkaři tvoří značení ve významných chorvatských letoviscích.

## Slovinsko

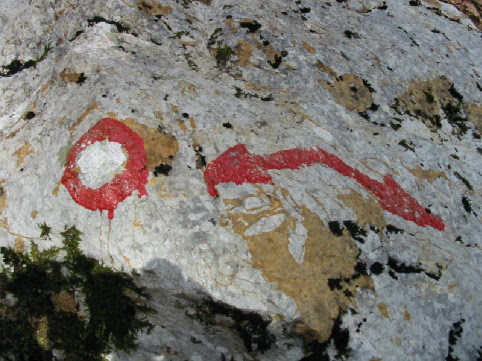
Slovinská turistická značka podle vzoru Alojze Knafelce

Turistické značení existuje jen v horách. Značení je prováděno červenými (případně žlutými) kroužky o průměru 2–3 cm, které jsou případně opatřovány šipkami. Vzhledem k tomu, že směrovky na řadě rozcestí neexistují a jednotlivé značené trasy jsou od sebe téměř neodlišitelné (formálně sice mají přidělená čísla, ta ovšem v terénu doprovázejí většinou pouze směrovky), nelze turistické značení bez mapy prakticky využívat.
Od roku 2006 se situace podstatně zlepšila; turistika přišla do větší módy a turistické cesty jsou i v jiné části země hojně rozšiřovány.

## Rakousko

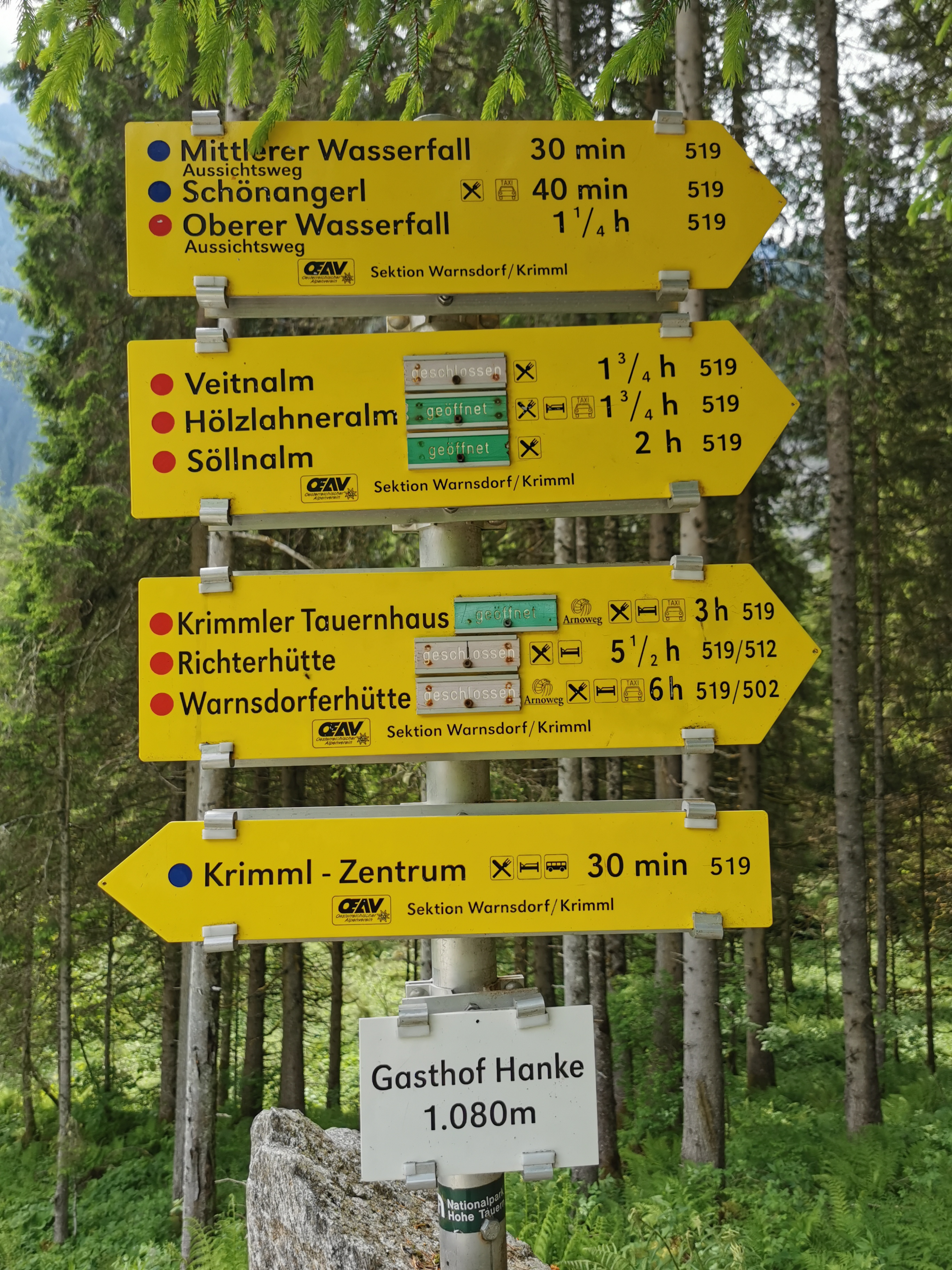
Turistické značení v Rakousku

Na turistických rozcestníkách je někdy podepsán Österreichischer Alpenverein (ÖAV, Rakouský alpský spolek). Byl založen roku 1862 ve Vídni. Na směrovkách bývá uváděna vzdálenost časovým údajem a cíle označeny dle náročnosti modrými, červenými nebo černými kroužky (puntíky).

## Itálie
V Dolomitech je používáno pásové značení. Na bílém pruhu mezi červenými je uvedeno číslo trasy.

## Švýcarsko
Turistické značení pravděpodobně jen směrovými tabulkami. Šipka s červenou pásovou značkou s bílými okraji znamená turisticky obtížnější trasu, šipka mající jen žlutou barvu tabulky méně obtížnou vycházkovou trasu. Vzdálenosti jsou udávané v hodinách.

## Německo
Na území bývalé Německé demokratické republiky bývalo základním systémem tvarové turistické značení. Má tu výhodu, že v kombinaci tvaru a barvy nebo i dvou barev v jedné značce může mít každá značená cesta téměř jedinečné označení.
Mnohde značení bylo v 80. letech 20. století v nevyhovujícím stavu a místa neznalý turista bez mapy podle nich jen stěží někam mohl dojít. V poměrně dobrém stavu bylo značení například v Saském Švýcarsku. V některých oblastech se prosazovalo pásové značení.

## Francie
Pro celostátní síť dálkových stezek GR (Grande randonnée) a některé místní trasy (GRdP, PR) je používáno jednobarevné (červené v kombinaci s bílým pruhem/šipkou pro GR a žlutým pruhem/šipkou pro ostatní trasy) pásové značení, které oproti českému má jednu značku navíc. Křížek nad značkou říká, že tudy cesta nevede. Takováto značka je praktická, pokud značení odbočuje ze široké cesty a turista odbočku může přehlédnout.
V některých oblastech, zejména horských (Alpy, Pyreneje, Vogézy), se používají také směrovky a tabulky se symboly v různých tvarech (obdélník, kosočtverec, kruh...) připevněné k podkladu.

## Izrael

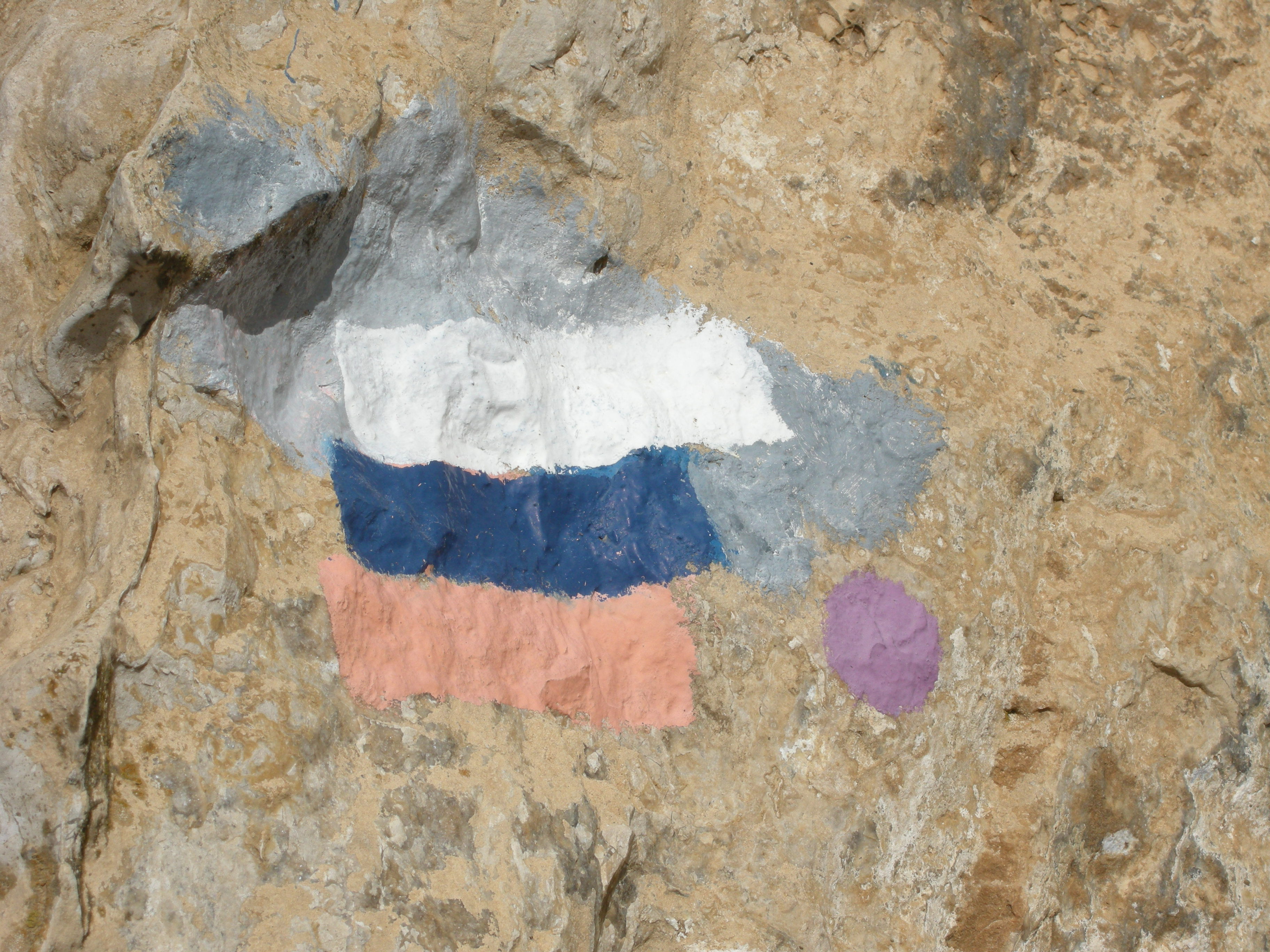
Typická turistická značka izraelské stezky

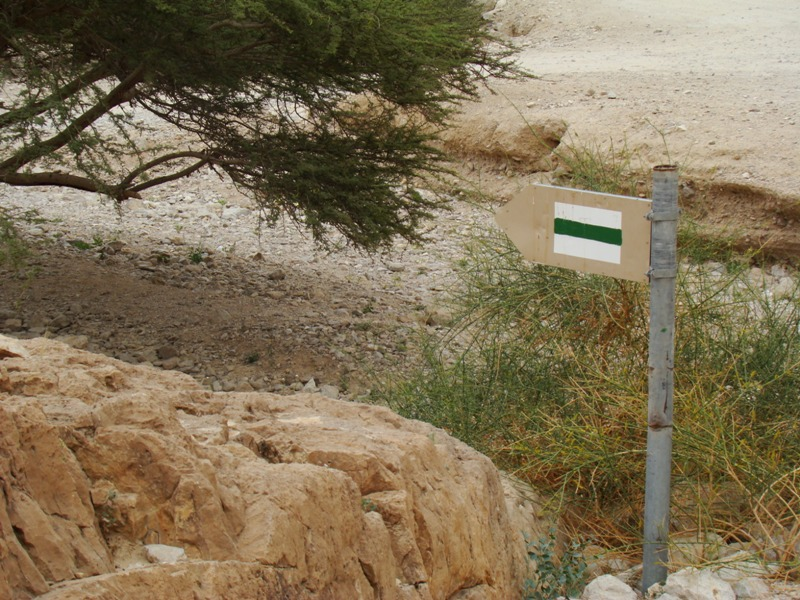
Izraelský směrovník

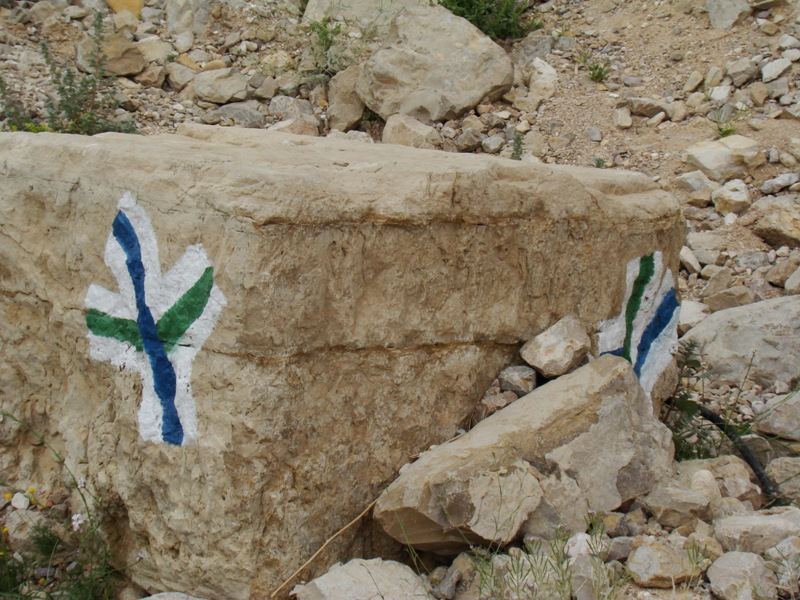
Izraelský rozcestník

Za příklad turistického značení v Izraeli je možné uvést značky tvořené vodorovným bílým, modrým a červeným pruhem, které jsou použity na Izraelské stezce spojující severní a jižní cíp země. Mimo značení Izraelské stezky se lze setkat s obdobou pásového značení. Tvar rozcestí bývá naznačen přímo pásovou značkou.

## Gruzie
V Gruzii bylo na začátku 21. století zaváděno pásové značení, zpravidla z iniciativy zahraničních subjektů. V oblasti Svanetie jsou vyznačeny trasy širokým barevným a bílým pruhem, značení je často nedostatečné. V Tušetii vznikly značené trasy v okolí Omala v rámci české pomoci při obnově památek. Na Kavkaze na západ od Tušetie se nachází poměrně hustá síť cest vyznačených polským turistickým spolkem PTTK, jejichž pásové značení s pěti barvami je stejné jako v Polsku.

## Evropské dálkové trasy
Evropské dálkové trasy jsou síť turistických značených pěších cest celoevropského významu. Evropská asociace turistických klubů si při svém založení v roce 1969 vytkla za cíl vytvořit mezinárodní evropskou síť turistických tras. V současné době se síť skládá z 12 tras E1 až E12 a měří více než 65 000 kilometrů napříč Evropou. Trasy obecně propojují a využívají stávající národní a místní značení a trasy. Některé z těchto tras nejsou doposud vyznačené nebo jsou značené jen velmi nedostatečně. 
Ve střední Evropě jsou tyto cesty většinou dobře vyznačeny. Českou republikou procházejí evropské trasy E3 (podél severní hranice) a E10 (severojižně mezi Lužickými horami a Šumavou), které se protínají poblíž Jedlové v Lužických horách. Kratšími úseky zasahují na území republiky trasy E6 v Českém lese a E8 v Podyjí. V České republice je k vyznačení využito běžného pásového turistického značení, na jehož směrových tabulkách je navíc v barevném hrotu uvedeno číslo evropské trasy.